# Свойства церкви
Существенные свойства церкви, также фундаментальные свойства церкви — четыре свойства (характеристики) Христианской Церкви, поименованные в девятом члене Никео-Цареградского Символа веры («Верую <…> во едину Святую, Соборную и Апостольскую Церковь (греч. <…> εἰς μίαν ἁγίαν καθολικὴν καὶ ἀποστολικὴν ἐκκλησίαν)»): единство (единственность), святость, соборность (кафоличность), апостоличность. 
Согласно толкованию в православном богословии, единство церкви основано на признании главой церкви одного Иисуса Христа, основавшего одну Церковь (Мф. 16:18, Ин. 10:16); святость церкви исходит от Бога и нерушима грехами отдельных её членов (Рим. 3:3); соборность, или кафоличность, означает её полноту и универсальность во времени и пространстве. Апостольство церкви — в том, что она основана апостолами , сохраняет верность их учению и имеет преемство от них.